# 全国高等学校ハンドボール選抜大会
全国高等学校ハンドボール選抜大会（ぜんこくこうとうがっこうハンドボールせんばつたいかい）は、毎年3月におこなわれている高校ハンドボールの全国大会である。主催は日本ハンドボール協会（JHA）。出場できるのは各地区ブロック予選の上位進出校と開催地1校である。開始当初は参加10校であったが、現在では40校になっている。タイトルスポンサーはミズノ。

## 結果

### 男子
| 回 | 年     | 開催地        | 優勝校                       | 決勝                         | 準優勝校                     | ベスト4                      | ベスト4                      |
| -- | ------ | ------------- | ---------------------------- | ---------------------------- | ---------------------------- | ---------------------------- | ---------------------------- |
| 1  | 1978年 | 山口県        | 岩国工                       | 9-8                          | 富岡                         | 久留米工大附                 | 桜台                         |
| 2  | 1979年 | 愛知県        | 中央大附                     | 18-12                        | 久留米工大附                 | 中京                         | 県岐阜商                     |
| 3  | 1980年 | 山口県        | 岩国工                       | 15-14                        | 中央大附                     | 大分電波                     | 此花学院                     |
| 4  | 1981年 | 愛知県        | 中京                         | 17-14                        | 明星                         | 下松工                       | 氷見                         |
| 5  | 1982年 | 愛知県        | 愛知                         | 20-19                        | 県岐阜商                     | 瓊浦                         | 久留米工大附                 |
| 6  | 1983年 | 愛知県        | 久留米工大附                 | 20-12                        | 川口北                       | 浦添                         | 桃山学院                     |
| 7  | 1984年 | 愛知県        | 久留米工大附                 | 20-15                        | 此花学院                     | 浦和実業学園                 | 興南                         |
| 8  | 1985年 | 愛知県        | 横浜商工                     | 24-22                        | 瓊浦                         | 学法石川                     | 中京                         |
| 9  | 1986年 | 愛知県        | 久留米工大附                 | 26-20                        | コザ                         | 東宇治                       | 長崎日大                     |
| 10 | 1987年 | 愛知県        | 久留米工大附                 | 21-13                        | 横浜商工                     | 興南                         | 明星                         |
| 11 | 1988年 | 愛知県        | 横浜商工                     | 26-15                        | 明星                         | 熊本市商                     | 小禄                         |
| 12 | 1989年 | 愛知県        | 明星                         | 24-21                        | 横浜商工                     | 浦和学院                     | 熊本市商                     |
| 13 | 1990年 | 愛知県        | 横浜商工                     | 22-15                        | 桃山学院                     | 久留米工大附                 | 大分電波                     |
| 14 | 1991年 | 愛知県        | 久留米工大附                 | 22-15                        | 桃山学院                     | 下松工                       | 熊本市商                     |
| 15 | 1992年 | 愛知県        | 浦和学院                     | 14-13                        | 熊本市商                     | 下松工                       | 久留米工大附                 |
| 16 | 1993年 | 愛知県        | 熊本市商                     | 24-18                        | 北陽                         | 興南                         | 二松學舍大附沼南             |
| 17 | 1994年 | 愛知県        | 香川中央                     | 18-10                        | 小松工                       | 北陸                         | 横浜商工                     |
| 18 | 1995年 | 愛知県        | 横浜商工                     | 17-16                        | 桃山学院                     | 金沢市工                     | 氷見                         |
| 19 | 1996年 | 愛知県        | 伊奈                         | 22-18                        | 大分電波                     | 学法石川                     | 氷見                         |
| 20 | 1997年 | 愛知県        | 久留米工大附                 | 26-20                        | 浦和学院                     | 伊奈                         | 横浜商工                     |
| 21 | 1998年 | 愛知県        | 横浜商工                     | 20-17                        | 岩国工                       | 大分電波                     | 此花学院                     |
| 22 | 1999年 | 大阪府        | 興南                         | 28-22                        | 桃山学院                     | 此花学院                     | 育英                         |
| 23 | 2000年 | 大阪府        | 氷見                         | 25-22                        | 瓊浦                         | 興南                         | 桃山学院                     |
| 24 | 2001年 | 富山県        | 大分国際情報                 | 19-18                        | 瓊浦                         | 熊本国府                     | 高岡向陵                     |
| 25 | 2002年 | 富山県        | 氷見                         | 23-15                        | 千原台                       | 法政二                       | 興南                         |
| 26 | 2003年 | 富山県        | 興南                         | 27-26                        | 北陸                         | 小林工                       | 愛知                         |
| 27 | 2004年 | 神奈川県      | 興南                         | 23-21                        | 香川中央                     | 愛知                         | 不来方                       |
| 28 | 2005年 | 茨城県        | 興南                         | 36-29                        | 小林工                       | 北陸                         | 浦和学院                     |
| 29 | 2006年 | 東京都        | 藤代紫水                     | 29-22                        | 法政二                       | 興南                         | 愛知                         |
| 30 | 2007年 | 徳島県        | 藤代紫水                     | 36-35                        | 北陸                         | 岩国工                       | 岡崎城西                     |
| 31 | 2008年 | 徳島県        | 北陸                         | 43-36                        | 藤代紫水                     | 瓊浦                         | 小林工                       |
| 32 | 2009年 | 徳島県        | 北陸                         | 29-26                        | 興南                         | 不来方                       | 香川中央                     |
| 33 | 2010年 | 岩手県        | 香川中央                     | 33-25                        | 愛知                         | 不来方                       | 岩国工                       |
| 34 | 2011年 | 岩手県        | 東日本大震災の影響で中止     | 東日本大震災の影響で中止     | 東日本大震災の影響で中止     | 東日本大震災の影響で中止     | 東日本大震災の影響で中止     |
| 35 | 2012年 | 岩手県        | 北陸                         | 37-36                        | 不来方                       | 藤代紫水                     | 岩国工                       |
| 36 | 2013年 | 静岡県        | 不来方                       | 30-29                        | 北陸                         | 桃山学院                     | 香川中央                     |
| 37 | 2014年 | 愛知県        | 興南                         | 31-25                        | 春日丘                       | 法政二                       | 横浜創学館                   |
| 38 | 2015年 | 愛知県        | 浦和学院                     | 両校優勝                     | 北陸                         | 四日市工、法政二、浦添       | 四日市工、法政二、浦添       |
| 39 | 2016年 | 山口県        | 岩国工                       | 35-20                        | 大分                         | 大体大浪商                   | 法政二                       |
| 40 | 2017年 | 兵庫県        | 法政二                       | 30-24                        | 洛北                         | 北陸                         | 氷見                         |
| 41 | 2018年 | 兵庫県        | 氷見                         | 45-28                        | 駿台甲府                     | 大分雄城台                   | 大体大浪商                   |
| 42 | 2019年 | 埼玉県 千葉県 | 香川中央                     | 26-23                        | 高岡向陵                     | 北陸                         | 不来方                       |
| 43 | 2020年 | 千葉・埼玉    | 新型肺炎感染拡大の影響で中止 | 新型肺炎感染拡大の影響で中止 | 新型肺炎感染拡大の影響で中止 | 新型肺炎感染拡大の影響で中止 | 新型肺炎感染拡大の影響で中止 |
| 44 | 2021年 | 山梨県        | 徳山商工                     | 41—32                        | 大体大浪商                   | 国分                         | 神戸国際大附                 |
| 45 | 2022年 | 愛知県        | 香川中央                     | 35-29                        | 北陸                         |                              |                              |
| 46 | 2023年 | 三重県        | 北陸                         | 31-25                        | 藤代紫水                     |                              |                              |
| 47 | 2024年 | 岐阜県        | 駿台甲府                     | 34–32                        | 藤代紫水                     |                              |                              |
| 48 | 2025年 | 大分          | 駿台甲府                     | 35–27                        | 浦和学院                     |                              |                              |

### 女子
| 回 | 年     | 開催地     | 優勝校                       | 決勝                         | 準優勝校                     | ベスト4                      | ベスト4                      |
| -- | ------ | ---------- | ---------------------------- | ---------------------------- | ---------------------------- | ---------------------------- | ---------------------------- |
| 1  | 1978年 | 愛知県     | 涌谷                         | 9-7                          | 熊本市立                     | 徳山                         | 新居浜市商                   |
| 2  | 1979年 | 愛知県     | 小松市女                     | 14-6                         | 徳山                         | 名古屋短大付                 | 昭和学院                     |
| 3  | 1980年 | 山口県     | 小松市女                     | 14-12                        | 市邨学園                     | 大曲農                       | 夙川学院                     |
| 4  | 1981年 | 愛知県     | 小松市女                     | 9-6                          | 水海道二                     | 熊本女子商                   | 名古屋短大付                 |
| 5  | 1982年 | 愛知県     | 市邨学園                     | 13-12                        | 山陽女子                     | 昭和学院                     | 水海道二                     |
| 6  | 1983年 | 愛知県     | 山陽女子                     | 16-10                        | 名古屋短大付                 | 岩国商                       | 市邨学園                     |
| 7  | 1984年 | 愛知県     | 小松市女                     | 17-16                        | 山陽女子                     | 栃木女子                     | 水海道二                     |
| 8  | 1985年 | 愛知県     | 名古屋短大付                 | 11-9                         | 小松市女                     | 四天王寺                     | 藤村女子                     |
| 9  | 1986年 | 愛知県     | 小松市女                     | 16-6                         | 名古屋短大付                 | 四天王寺                     | 川口青陵                     |
| 10 | 1987年 | 愛知県     | 昭和学院                     | 13-7                         | 本庄                         | 川口青陵                     | 佼成学園女子                 |
| 11 | 1988年 | 愛知県     | 名古屋短大付                 | 15-13                        | 昭和学院                     | 読谷                         | 小松商                       |
| 12 | 1989年 | 愛知県     | 夙川学院                     | 13-12                        | 名古屋短大付                 | 昭和学院                     | 名古屋短大付                 |
| 13 | 1990年 | 愛知県     | 宣真                         | 12-11                        | 名古屋短大付                 | 聖和学園                     | 熊本女子商                   |
| 14 | 1991年 | 愛知県     | 名古屋短大付                 | 21-18                        | 川崎北                       | 小松市女                     | 本庄                         |
| 15 | 1992年 | 愛知県     | 四天王寺                     | 13-12                        | 夙川学院                     | 水海道二                     | 昭和学院                     |
| 16 | 1993年 | 愛知県     | 名古屋短大付                 | 29-14                        | 小松商                       | 盛岡二                       | 本庄                         |
| 17 | 1994年 | 愛知県     | 熊本女子商                   | 16-7                         | 洛北                         | 仁愛女子                     | 昭和学院                     |
| 18 | 1995年 | 愛知県     | 名古屋短大付                 | 25-12                        | 浦添                         | 岩国商                       | 小松商                       |
| 19 | 1996年 | 愛知県     | 名古屋短大付                 | 23-22                        | 小松市女                     | 昭和学院                     | 川崎北                       |
| 20 | 1997年 | 愛知県     | 宣真                         | 21-14                        | 大曲農                       | 東海女子                     | 那覇西                       |
| 21 | 1998年 | 愛知県     | 洛北                         | 14-12                        | 名古屋短大付                 | 四天王寺                     | 夙川学院                     |
| 22 | 1999年 | 大阪府     | 福井商                       | 25-11                        | 名古屋短大付                 | 四天王寺                     | 小松市立                     |
| 23 | 2000年 | 大阪府     | 桜花学園                     | 26-21                        | 大分鶴崎                     | 浦和実業学園                 | 福井商                       |
| 24 | 2001年 | 富山県     | 宣真                         | 20-12                        | 洛北                         | 小松市立                     | 夙川学院                     |
| 25 | 2002年 | 富山県     | 陽明                         | 26-18                        | 宣真                         | 桜花学園                     | 昭和学院                     |
| 26 | 2003年 | 富山県     | 小松市立                     | 15-14                        | 浦和実業学園                 | 洛北                         | 松橋                         |
| 27 | 2004年 | 神奈川県   | 小松市立                     | 25-22                        | 浦添                         | 桜花学園                     | 昭和学院                     |
| 28 | 2005年 | 茨城県     | 陽明                         | 19-18                        | 四天王寺                     | 吉井                         | 文化女子大附杉並             |
| 29 | 2006年 | 東京都     | 高岡向陵                     | 31-24                        | 洛北                         | 四天王寺                     | 夙川学院                     |
| 30 | 2007年 | 徳島県     | 洛北                         | 39-21                        | 文化女子大附杉並             | 横浜南陵                     | 高松商                       |
| 31 | 2008年 | 徳島県     | 洛北                         | 31-20                        | 高松商                       | 大分鶴崎                     | 四天王寺                     |
| 32 | 2009年 | 徳島県     | 名経大市邨                   | 19-18                        | 洛北                         | 四天王寺                     | 高松商                       |
| 33 | 2010年 | 岩手県     | 四天王寺                     | 24-12                        | 華陵                         | 洛北                         | 文化女子大附杉並             |
| 34 | 2011年 | 岩手県     | 東日本大震災の影響で中止     | 東日本大震災の影響で中止     | 東日本大震災の影響で中止     | 東日本大震災の影響で中止     | 東日本大震災の影響で中止     |
| 35 | 2012年 | 岩手県     | 華陵                         | 32-21                        | 四天王寺                     | 大分鶴崎                     | 小松市立                     |
| 36 | 2013年 | 静岡県     | 佼成学園女子                 | 33-30 (第2延長)              | 高岡向陵                     | 星城                         | 名経大市邨                   |
| 37 | 2014年 | 愛知県     | 佼成学園女子                 | 23-20                        | 愛知商                       | 四天王寺                     | 氷見                         |
| 38 | 2015年 | 愛知県     | 白梅学園                     | 18-15                        | 小松市立                     | 四天王寺                     | 高松商                       |
| 39 | 2016年 | 兵庫県     | 水海道ニ                     | 21-16                        | 名経大市邨                   | 華陵                         | 高水                         |
| 40 | 2017年 | 兵庫県     | 佼成学園女子                 | 23-21                        | 水海道二                     | 明光学園                     | 大同大大同                   |
| 41 | 2018年 | 兵庫県     | 大分                         | 26-21                        | 浦添                         | 名経大市邨                   | 高水                         |
| 42 | 2019年 | 千葉県     | 明光学園                     | 20-15                        | 白梅学園                     | 那覇西                       | 不来方                       |
| 43 | 2020年 | 千葉・埼玉 | 新型肺炎感染拡大の影響で中止 | 新型肺炎感染拡大の影響で中止 | 新型肺炎感染拡大の影響で中止 | 新型肺炎感染拡大の影響で中止 | 新型肺炎感染拡大の影響で中止 |
| 44 | 2021年 | 山梨県     | 名経大市邨                   | 26–22                        | 昭和学院                     | 宣真                         | 佼成学園女子                 |
| 45 | 2022年 | 愛知       | 洛北                         |                              | 小松市立                     |                              |                              |
| 46 | 2023年 | 岐阜       | 白梅学園                     |                              |                              |                              |                              |
| 47 | 2024年 | 三重       | 白梅学園                     | 24–17                        | 昭和学院                     |                              |                              |
| 48 | 2025年 | 大分       | 高岡向陵                     | 23–22                        | 高松商                       |                              |                              |

## 個人表彰
| 年     | 男女                     | 最優秀選手                | 優秀選手                  | 優秀選手                  | 優秀選手                    | 優秀選手                 | 優秀選手                 | 優秀選手                 | 優秀選手                 | 有望選手                 |
| ------ | ------------------------ | ------------------------- | ------------------------- | ------------------------- | --------------------------- | ------------------------ | ------------------------ | ------------------------ | ------------------------ | ------------------------ |
| 2006年 | 男子                     | 小室大地 (藤代紫水)       | 加藤秀和 (藤代紫水)       | 信太弘樹 (藤代紫水)       | 仁平昌利 (法政二)           | 藤田悠也 (法政二)        | 玉城聖也 (興南)          | 砂川慶成 (興南)          | 山口祐樹 (愛知)          | 今元勇輝 (那覇西)        |
| 2006年 | 女子                     | 作内杏那 (高岡向陵)       | 石田光 (高岡向陵)         | 竹内美沙紀 (高岡向陵)     | 後藤千渡世 (洛北)           | 山上麻美 (洛北)          | 林志帆 (夙川学院)        | 沢井理絵 (四天王寺)      | 澤田智美 (昭和学院)      | 増田寛那 (大分鶴崎)      |
| 2007年 | 男子                     | 信太弘樹 (藤代紫水)       | 平山憲人 (藤代紫水)       | 寺田弘太 (藤代紫水)       | 児玉純平 (北陸)             | 加藤悟 (北陸)            | 雑賀弘児 (岩国工)        | 山本修平 (岡崎城西)      | 相川和紀 (長崎日大)      | 成田幸平 (洛北)          |
| 2007年 | 女子                     | 乾彩友美 (洛北)           | 坂本彩香 (洛北)           | 島岡望 (洛北)             | 大場帆海 (文大杉並)         | 太田光咲 (高松商)        | 藤吉美樹 (横浜南陵)      | 飯田菜々栄 (四天王寺)    | 藤井保奈美 (小松市立)    | 横山香夢 (文大杉並)      |
| 2008年 | 男子                     | 平子卓人 (北陸)           | 藤江恭輔 (北陸)           | 池上直輝 (北陸)           | 木村昌丈 (藤代紫水)         | 会田亮祐 (藤代紫水)      | 池辺大貴 (藤代紫水)      | 判田伊久馬 (瓊浦)        | 西水流成彬 (小林工)      | 荻原良太 (駿台甲府)      |
| 2008年 | 女子                     | 乾彩友美 (洛北)           | 高山綾乃 (洛北)           | 錦織新 (洛北)             | 河田知美 (高松商)           | 藤本汀 (高松商)          | 平川愛里 (大分鶴崎)      | 上田美結 (四天王寺)      | 池原綾香 (那覇西)        | 安倍千夏 (不来方)        |
| 2009年 | 男子                     | 藤江恭輔 (北陸)           | 角谷圭一 (北陸)           | 山田隼也 (興南)           | 嘉数陽介 (興南)             | 森田啓亮 (不来方)        | 稲毛隆人 (香川中央)      | 元木博紀 (藤代紫水)      | 和田海斗 (駿台甲府)      | 佐々木亮輔 (不来方)      |
| 2009年 | 女子                     | 加藤夕貴 (名経大市邨)     | 宮地令子 (名経大市邨)     | 中山まや (洛北)           | 角南涼 (洛北)               | 角南唯 (四天王寺)        | 名渕友紀 (高松商)        | 安倍千夏 (不来方)        | 門谷舞 (飛騨高山)        | 竹下佳慧 (四天王寺)      |
| 2010年 | 男子                     | 内海祐輔 (香川中央)       | 村上凌太 (香川中央)       | 芳村優太 (愛知)           | 久保二千笑 (岩国工)         | 角田雄太 (岩国工)        | 森田啓亮 (不来方)        | 仲程海渡 (興南)          | 中野兼誠 (小林秀峰)      | 東江雄斗 (興南)          |
| 2010年 | 女子                     | 竹下佳慧 (四天王寺)       | 水田亜莉沙 (四天王寺)     | 倉谷星歌 (華陵)           | 太刀川明 (洛北)             | 角南果帆 (洛北)          | 髙宮咲 (文大杉並)        | 中村光代 (文大杉並)      | 茶園遥 (高松商)          | 福井亜由美 (神埼清明)    |
| 2011年 | 東日本大震災の影響で中止 | 東日本大震災の影響で中止  | 東日本大震災の影響で中止  | 東日本大震災の影響で中止  | 東日本大震災の影響で中止    | 東日本大震災の影響で中止 | 東日本大震災の影響で中止 | 東日本大震災の影響で中止 | 東日本大震災の影響で中止 | 東日本大震災の影響で中止 |
| 2012年 | 男子                     | 田中圭 (北陸)             | 安倍竜之介 (不来方)       | 中花仁 (不来方)           | 今野利彦 (藤代紫水)         | 徳田新之介 (岩国工)      | 助安功成 (岩国工)        | 柿崎 雅俊 (浦和学院)     | 屋比久浩之 (興南)        | 玉川裕康 (浦和学院)      |
| 2012年 | 女子                     | 田村美沙紀 (華陵)         | 岩﨑成美 (華陵)           | 松本ひかる (華陵)         | 清水朋花 (四天王寺)         | 永田美香 (四天王寺)      | 神田菜実子 (小松市立)    | 吉光遼 (小松市立)        | 綿引彩恵 (埼玉栄)        | 塩崎瑛美 (大分鶴崎)      |
| 2013年 | 男子                     | 安倍竜之介 (不来方)       | 昆駿 (不来方)             | 友兼尚也 (北陸)           | 中野尚 (北陸)               | 石田亨 (桃山学院)        | 西山尚希 (香川中央)      | 徳田新之介 (岩国工)      | 村田宗一郎 (高山西)      | 康本侃司 (藤代紫水)      |
| 2013年 | 女子                     | 河原畑祐子 (佼成学園女子) | 八木晴菜 (佼成学園女子)   | 北原佑美 (高岡向陵)       | 三浦みな美 (高岡向陵)       | 西浦可歩 (星城)          | 藤原真由子 (名経大市邨)  | 武藤純菜 (名経大市邨)    | 藤田明日香 (四天王寺)    | 奥田結菜 (高岡向陵)      |
| 2014年 | 男子                     | 下地利輝 (興南)           | 伊舎堂博武 (興南)         | 田里亮稀 (興南)           | 宮國央芽 (興南)             | 佐野利器 (春日丘)        | 今井悠貴 (春日丘)        | 福本直也 (法政二)        | 庄山大地 (横浜創学館)    | -                        |
| 2014年 | 女子                     | 斗米菜月 (佼成学園女子)   | 初見実椰子 (佼成学園女子) | 河原畑祐子 (佼成学園女子) | 大沢アビ直美 (佼成学園女子) | 村松沙耶 (愛知商)        | 丹羽遥 (愛知商)          | 藤亜希子 (氷見)          | 山根楓 (四天王寺)        | -                        |
| 2015年 | 男子                     | -                         | 関根源哉 (浦和学院)       | 山本祐輝 (浦和学院)       | 島田純 (浦和学院)           | 福本吉成 (北陸)          | 林靖之 (北陸)            | 川﨑駿 (北陸)            | 西原正平 (浦添)          | -                        |
| 2015年 | 男子                     | -                         | 伊藤聖哉 (四日市工)       | 山田暁央 (法政二)         | -                           | -                        | -                        | -                        | -                        | -                        |
| 2015年 | 女子                     | 青麗子 (白梅学園)         | 中村千穂 (白梅学園)       | 橋爪空瑠美 (白梅学園)     | 櫛田明日菜 (白梅学園)       | 浜真尋 (小松市立)        | 渡部真綾 (小松市立)      | 前田みのり (四天王寺)    | 谷栞里 (高松商)          | -                        |
| 2016年 | 男子                     | 栗栖昇己 (岩国工)         | 田中夏輝 (岩国工)         | 助安大成 (岩国工)         | 徳田廉之介 (岩国工)         | 山田翔騎 (大分)          | 本田悠也 (大分)          | 松下海 (大体大浪商)      | 加藤一誠 (法政二)        | -                        |
| 2016年 | 女子                     | 相澤菜月 (水海道二)       | 江口綾香 (水海道二)       | 宝田希緒 (水海道二)       | 小林可奈 (水海道二)         | 伊藤愛莉 (名経大市邨)    | 織田はるな (名経大市邨)  | 岡﨑智実 (華陵)          | 日柳遥 (高水)            | -                        |
| 2017年 | 男子                     | 藤田龍雅 (法政二)         | 高橋海 (法政二)           | 大畠洋斗 (法政二)         | 西遼太 (法政二)             | 林凌雅 (洛北)            | 木田一弥 (洛北)          | 安平光佑 (氷見)          | 中村翼 (北陸)            | -                        |
| 2017年 | 女子                     | 金城ありさ (佼成学園女子) | 田村瑠莉 (佼成学園女子)   | 須田希世子 (佼成学園女子) | 阿部美幸 (佼成学園女子)     | 齊藤詩織 (水海道二)      | 小林可奈 (水海道二)      | 尾辻素乃子 (明光学園)    | 山田花菜 (大同大大同)    | -                        |
| 2018年 | 男子                     | 安平光佑 (氷見)           | 窪田礼央 (氷見)           | 清水裕翔 (氷見)           | 戸谷崇志 (氷見)             | 佐藤陽太 (駿台甲府)      | 深澤健太 (駿台甲府)      | 利光良介 (大分雄城台)    | 蔦谷大雅 (大体大浪商)    | -                        |
| 2018年 | 女子                     | 清水愛果 (大分)           | 三浦那生 (大分)           | 高山彩音 (大分)           | 髙橋唯 (大分)               | 比嘉清香 (浦添)          | 松岡真子 (浦添)          | 大岩知世 (名経大市邨)    | 岡田彩愛 (高水)          | -                        |
| 2019年 | 男子                     | 木太隆雅 (香川中央)       | 大道滉平 (香川中央)       | 田井健志 (香川中央)       | 谷貴文 (香川中央)           | 金岡宙斗 (高岡向陵)      | 中村京介 (高岡向陵)      | 藤澤陽己 (不来方)        | 谷口尊 (北陸)            | -                        |
| 2019年 | 女子                     | 柿添まどか (明光学園)     | 白石理子 (明光学園)       | 村上楓 (明光学園)         | 中園愛子 (明光学園)         | 高橋弥那 (白梅学園)      | 伊藤結衣 (白梅学園)      | 阿部史歩 (不来方)        | 仲宗根鈴珠 (那覇西)      | -                        |

## 第38回大会の男子両校優勝について
2015年の第38回大会では、準々決勝での得点記録ミスをきっかけとして、男子決勝が前半終了時点で中止される事態となった。
得点記録ミスのあった準々決勝は1点差で終了し、本来であれば同点で延長戦を行う状況であった。敗戦校は試合中から記録ミスを指摘しており、試合後も映像証拠を持参して抗議したが、競技委員長(当該試合の競技役員兼務)はどちらも退けていた。
2日後の決勝当日、大会会場へと向かう途中で一連の状況を知った日本協会会長は、男子決勝の中止と準々決勝延長戦からのやり直しを大会本部へと指示。しかし中止の意図が伝わらず、大会本部の判断で男子決勝は開始された。日本協会会長は決勝前半に到着し、男子決勝は前半終了をもって打ち切られた。
結局、日程面などの問題からやり直しは実施されず、第38回大会の結果は2校の優勝と3校の3位となった。競技委員長ら大会関係者数名は更迭されている。

### 経緯
- 3月28日（土）準々決勝浦添高校（沖縄）対法政二高（神奈川）の試合において、前半8分22秒に浦添の4点目ゴールが反則[2]のため無効とされたが[3]、スコアラーの記載がそのままとなっていた[4]。
- 前半終了後、相手チームの法政二高・阿部直人監督が阿部富夫、沖土居真子両テクニカルデレゲート（TD）[5]に対して確認を要求[1]。だが、試合中ということもあり、どの時間帯のどの得点かまでは確認がとれていなかった。それに対して阿部TDは「我々はすべての得点において、審判の合図を確認して記録している」と強い口調で返されたことから、阿部監督はこれ以上の抗議は罰則につながる恐れがあると感じ、その場は渋々ベンチへ引き上げた。
- 試合は後半残り8秒時点で同点から浦添高校が得点を決め34対33で浦添高校の勝利となった。
- 後半終了後、法政二高・阿部監督は、法政二の関係者が撮影していたビデオで該当の箇所を確認し、そのビデオのデータをPCにコピーした上で、異議申し立てのため、大会本部へ。
- 対応したのは該当の試合のTDを務めた阿部富夫TD（兼大会競技委員長）。阿部TDは「この時点で試合は終了し、成立していた」との認識の上で阿部監督の抗議を受けた。そして、映像を確認したところ、確かに過ちがあることを認めた。しかし、その上で先ほどの認識の通り、試合は既に終了して成立していることを、阿部監督に伝えた。
- しかし、その内容に納得できない阿部監督は、そのやりとりを近くで聞いていた高体連ハンドボール専門部船木浩久委員長に対して「しかるべき対応をお願いします」と抗議した上で退出。
- それを受けて、競技委員長（阿部TD）、審判長、総務委員長、競技副委員長と協議した結果、やはり浦添高校の勝利のまま試合は成立すると決定した。それに加え、お詫び文および事情説明をすること。防止策を文章として出すこと。各都道府県に報告すること。機関誌およびハンドボール雑誌にお詫び文を掲載することを決定した。
- そのことをJHAの競技本部長、審判委員長に報告。
- 3月29日（日）法政二高・阿部監督に対応を説明、浦添高校にも経緯を説明。裁定委員会を開催して、阿部TD・競技委員長を更迭。この対応についてJHA専務理事兼大会委員長に報告。
- 3月30日（月）東京から決勝戦の会場に向かうJHAの渡邊佳英会長が、専務理事から当該事象の説明を受ける。それを聞いた渡邊会長が、「世界大会でも明らかなミスが判明すれば結果が覆ることもある。（中略）試合が成立したからといって、明らかに間違っているものを押し通すのは許されるものではない」として、男子決勝を中止し、当該試合を33−33の延長から再試合することを指示。専務理事は、大会委員長にこの決定を伝える。
- この指示が現場に伝わったのは女子決勝戦の途中だったが、指示の内容だけが伝わり、その理由がしっかりと伝わらなかったことから、会長が到着次第説明と説得を行うこととして現場判断で男子決勝、北陸高校（福井県）対浦和学院（埼玉県）戦は開始。
- 渡邊会長が現場に到着。男子決勝戦が始まっていることに驚く。委員長は説得を試みるも、応じず中止を指示。ハーフタイム時点で試合の中断がアナウンスされた。
- 男子決勝を終了とし、閉会式（表彰式）を女子のみで実施したことから、一部の保護者・観客が関係者に詰め寄って説明を求める事態に。その場で一部の保護者・観客に事情を説明。その後、1度目の記者会見が開かれ、経緯の説明と浦添-法政二の延長戦からのやり直しが発表。
- その後該当チームへの確認が行われたあと2回目の会見が開かれ以下が発表された[6]。
  - 北陸（福井）、浦和学院（埼玉）の両校優勝とする。そのため2位はなし
  - 準決勝で敗れた浦添（沖縄）、四日市工（三重）に、今回の件の該当チームである法政二（神奈川）を加えた3チームを3位とする
- 同日、公式サイトで全国高等学校体育連盟ハンドボール専門部 部長名義で説明文が掲載された。その中では一旦、準々決勝のやり直しが決定されたが、関連する4校（浦添、法政二、北陸、浦和学院）から、日程や選手のコンディション的に難しいとの回答があり、4校の同意の上でこの結論となったことが発表された[7]また、JHA会長名義でも同様の説明文が発表された[8][9]。
- 同日、高体連は執行委員会を開催し、越石信次全国高体連ハンドボール専門部部長、阿部富夫競技委員長を更迭した。
- スポーツイベント・ハンドボール5月号にて、「なぜ、男子決勝は中止されなければならなかったのか。」という特集記事が掲載される[10]。

### その後の対応
この問題を受けて、4月1日付けで、以下の対応が行われた。
- 競技運営に関する確認の通達[11]
  - 得点に関わる審判のジェスチャーの改善
  - スコアラーが記録用紙上の得点を記載する際に、記述を確定するタイミングは、得点後のスローオフの時間とすることの徹底
- テクニカルデレゲート（TD）の任務の改定[12]
  - 得点、罰則の記録ミスが試合中に判明した場合は、その時点から正しい状況で再開する。
  - 試合後終了後に記録ミスが判明した場合は、勝敗に関する場合は相応しい状況から再試合する。
  - 事実判定を除いた異議申立てについては、真摯に対応し、適切に判断する。
- 通信機器の利用に関するガイドラインの通達[13]
  - 審判員からTDに判定、運営に関する助言を求めるための交信
  - TDから審判員に競技運営活動を円滑にするための交信